# Хендрикс, Мэтт
Мэттью Джеймс Хендрикс (англ. Matthew James Hendricks; 17 июня 1981, Блейн, США) — американский хоккеист, крайний нападающий.

## Биография
Выступал за 6 команд в НХЛ.
В чемпионатах НХЛ сыграл 411 матчей (54+58), в турнирах Кубка Стэнли — 34 матча (1+1).
В составе сборной США бронзовый призёр чемпионата мира 2015 (10 матчей, 2+1).

## Достижения
- Бронзовый призёр чемпионата мира (2015)